# Fun in Space
A Fun in Space Roger Taylor első szólóalbuma, mely 1981-ben jelent meg, CD kiadása az 1996-os évhez kötődik. Roger Taylor a Queen együttes dobosa mind a mai napig, illetve az éneklésben is komolyan besegít a zenekarban. A lemez különlegessége, hogy az összes hangszert Roger játszotta föl (kivéve a billentyűs részek felét), továbbá minden számot ő énekel. A borítón híres képregény-rajzolók munkái láthatóak.

## Az album dalai
Minden dalt Roger Taylor írt.
1. No Violins – 4:33
2. Laugh or Cry – 3:06
3. Future Management – 3:03
4. Let's Get Crazy – 3:41
5. My Country I & II – 6:49
6. Good Times Are Now – 3:28
7. Magic is Loose – 3:31
8. Interlude in Constantinople – 2:04
9. Airheads – 3:39
10. Fun in Space – 6:22

## Slágerlista alakulása
| Helyezés | 18 | 26 | 32 | 29 | 43 |

| Helyezés | 135 | 125 | 121 | 123 | 127 | 125 | 124 | 135 | 135 | 148 |

## Közreműködők
- Roger Taylor: dobok, ütőshangszerek, vokál, gitár, billentyűsök
- David Richards: mérnök, egyéb billentyűsök
- Hipgnosis: művészi munkák, borító design